# IC 319
IC 319 — галактика типу * (зірка) у сузір'ї Персей.
Цей об'єкт міститься в оригінальній редакції індексного каталогу.